# فرانسیس ولف (فیلسوف)
فرانسیس ولف (به فرانسوی: Francis Wolff) (زادهٔ ۱۹۵۰ میلادی در ایوری سور سن) فیلسوف فرانسوی و رئیس دانشکدهٔ فلسفه در مدرسه عالی پاریس است.

## زندگی
فرانسیس ولف در سال ۱۹۵۰ در ایوری سور سن فرانسه زاده شد. او دانش‌آموختهٔ مدرسه عالی پاریس (۱۹۷۱) و انجمن فلسفهٔ فرانسه (۱۹۷۴) است. این فیلسوف و رئیس دانشکدهٔ فلسفه در مدرسه عالی پاریس در زمینهٔ فلسفهٔ باستان تخصص دارد و از اعضای مرکز لئون-روبن است.
ولف در کتاب «فلسفهٔ گاوبازی» که از سوی انتشارات فایارد عرضه شد، افکار متضادی دربارهٔ سنت قدیمی گاوبازی و بحث‌هایی دربارهٔ مسایل اخلاقی و زیبایی‌شناسی آن مطرح کرد. گفته می‌شود انتشار کتابی در این حوزه از نخستین تلاش‌های عمیق فکری به قلم یک فیلسوف فرانسوی به شمار می‌رود.

## آثار
- منطق عنصر (کلنمان) (به فرانسوی: Logique de l’élément (Clinamen))، پاریس: ۱۹۸۰
- سقراط: لبخند عقل (به پرتغالی: Sócrates, O Sorriso da Razão)، سائوپائولو، ویراست اول ۱۹۸۱، ویراست دوم ۱۹۸۳
- سقراط (به فرانسوی: Socrate)، پاریس، ویراست اول ۱۹۸۵، ویراست دوم ۱۹۸۷، ویراست سوم ۱۹۹۶، ویراست چهارم ۲۰۰۰
- ارسطو و سیاست (به فرانسوی: Aristote et la politique)، پاریس، ویراست اول ۱۹۹۱، ویراست چهارم ۲۰۰۸
- گردآوری «متافیزیک ارسطو» (به فرانسوی: La Métaphysique d'Aristote)، مجلهٔ فلسفهٔ بین‌الملل: ۱۹۹۷
- رساندن به گوش دنیا (به فرانسوی: Dire le monde)، پاریس، ۱۹۹۷، بازچاپ در «کوادریج»، ۲۰۰۴
- هستی، انسان، مرید: چهره‌های فلسفی قرض‌گرفته‌شده از قدیم (به فرانسوی: L’être, l’homme, le disciple. Figures philosophiques empruntées aux Anciens)، کوادریج، ژوئن ۲۰۰۰
- گردآوری و ویراستاری «فیلسوفان آزادی: مواضع و استدلال‌ها (۱) (به فرانسوی: Philosophes en liberté, Positions & Arguments 1)، پاریس، ۲۰۰۱
- گردآوری (همراه با جی. اف. بالوده (به فرانسوی: J. -F. Balaudé)) «ارسطو و اندیشهٔ زمان» (به فرانسوی: Aristote et la pensée du temps)، دانشگاه پاریس، مجموعهٔ «زمان فلسفی»
- گردآوری و ویراستاری «چرا چیزی وجود دارد جای این‌که وجود نداشته باشد؟» (به فرانسوی: Pourquoi y a-t-il quelque chose plutôt que rien?) انتشار در دانشگاه‌های فرانسه، آوریل ۲۰۰۷، مجموعهٔ «مواجهه با سؤال‌های معمول».
- گردآوری (همراه با پ. کوردبا (به فرانسوی: P. Cordoba)) «اخلاق و زیبایی‌شناسی گاوبازی» (به فرانسوی: Ethique et esthétique de la corrida)، شمارهٔ ویژهٔ «نقد»، صص ۷۲۳-۷۲۴، اوت-سپتامبر ۲۰۰۷
- فلسفهٔ گاوبازی (به فرانسوی: Philosophie de la corrida)، از مجموعهٔ «تاریخ اندیشه»، ۲۰۰۷، بازچاپ با افزودن مقدمه در اشت پلوریل، ۲۰۱۱
- چرا شر وجود خدا را انکار می‌کند؟ (به فرانسوی: Le Mal nie-t-il l'existence de Dieu?)، در همکاری با آنری-ژروم گاژی (به فرانسوی: Henri-Jérôme Gagey)، سالوادور، ۲۰۰۸
- ۵۰ دلیل در دفاع از گاوبازی (به فرانسوی: 50 raisons de défendre la corrida)، پاریس:۲۰۱۰
- انسانیت ما: از ارسطو به علوم اعصاب (به فرانسوی: Notre humanité. D'Aristote aux neurosciences)، انتشارات فایارد: ۲۰۱۰
- فراخوان سویل: گفتمانی در فلسفهٔ تورین در استفاده از تام (به فرانسوی: L'appel de Séville. Discours de philosophie taurine à l'usage de tous)، او دیابل ووورت: ۲۰۱۱
- گردآوری «زمان فیزیکی، زمان متافیزیکی» (به فرانسوی: Temps physique, temps métaphysique)، مجلهٔ متافیزیک و اخلاق، ش. ۴، ۲۰۱۱

## جوایز
در سال ۲۰۱۲ فرانسیس ولف برندهٔ جایزهٔ ادبی فریا از سوی مرکز ادبیات مدیترانه شد. این جایزه توسط کمیتهٔ اهدای چهاردهمین جایزهٔ ادبی فریا در شهر جنوبی میلاس فرانسه، به فرانسیس ولف اهدا شد. این جایزه از سوی هیأت داورانی به سرپرستی روبر برار و همچنین با حضور مقامات منطقهٔ جنوبی پیرنه اورینتال و اعضای مرکز ادبیات مدیترانه در فرانسه، برای تجلیل از مجموعه آثار فرانسیس ولف، چون «فراخوان سویل»، «رساندن به گوش دنیا» و «فلسفهٔ گاوبازی» به او تعلق گرفته‌است.

## پی‌نوشت
1. ↑  کارون، «جایزهٔ ادبی فریا...»، ایبنا.
2. ↑  کارون، «جایزهٔ ادبی فریا...»، ایبنا.
3. ↑  کارون، «جایزهٔ ادبی فریا...»، ایبنا.
4. ↑  کارون، «جایزهٔ ادبی فریا...»، ایبنا.
5. ↑  کارون، «جایزهٔ ادبی فریا...»، ایبنا.
6. ↑  کارون، «جایزهٔ ادبی فریا...»، ایبنا.